# Orthosia limbata
Orthosia limbata là một loài bướm đêm trong họ Noctuidae.

## Hình ảnh

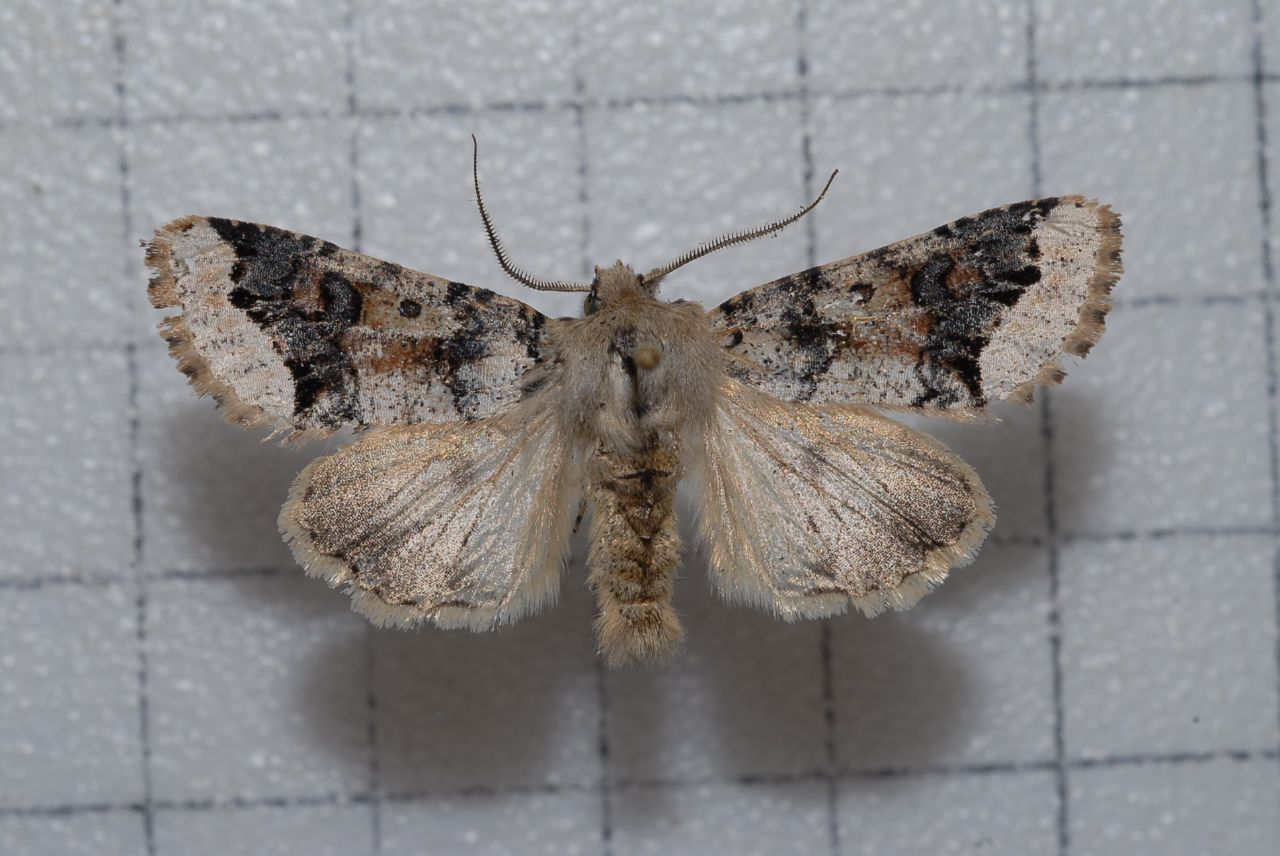
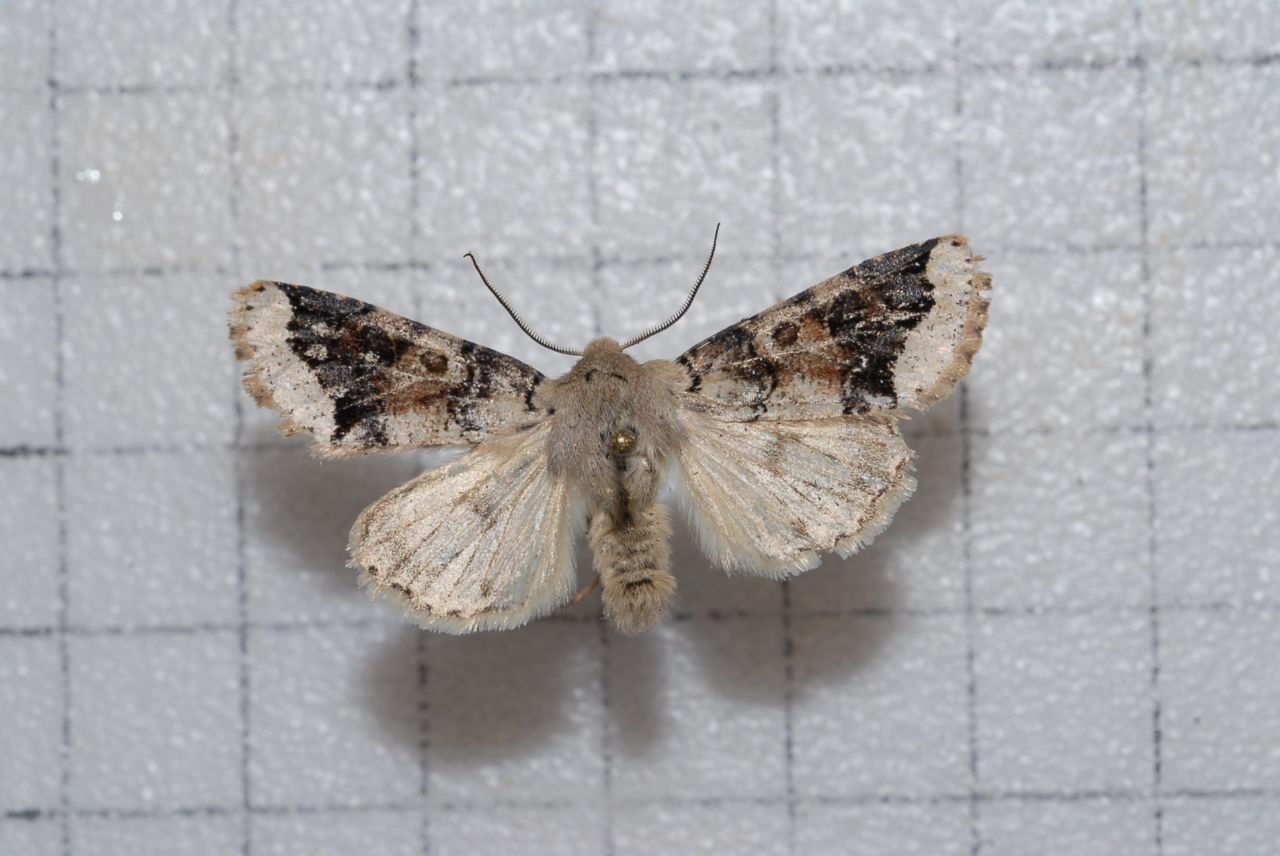
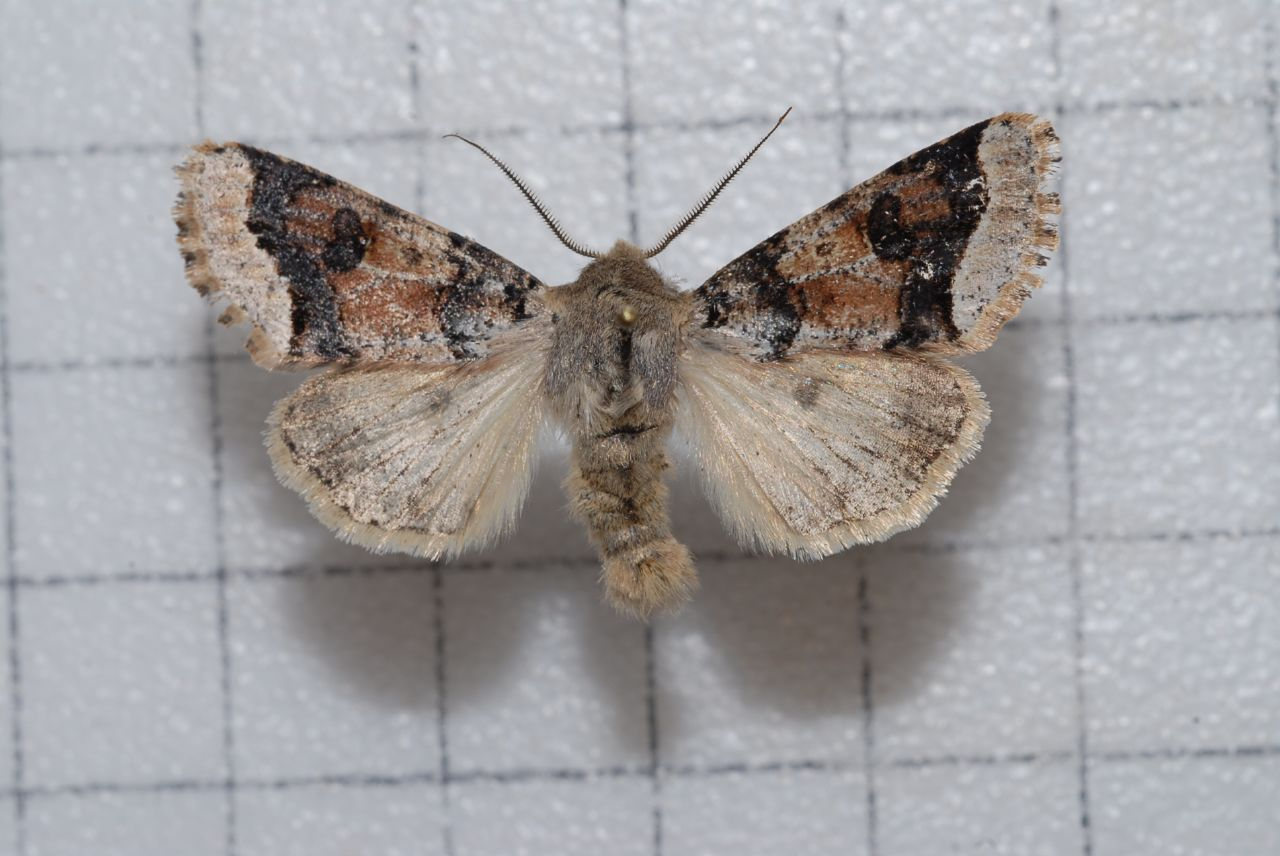